# Setnakhte
Setnakhte, alternativ stavning är Sethnacht, var den första faraonen i Egyptens tjugonde dynasti i det fornegyptiska Nya riket och regerade från 1186/1185 f.Kr. till 1183/1182 f.Kr.
Han regerade bara några få år, men tillräckligt för att etablera sonen Ramses III på Egyptens tron. Hans ursprung är okänt, men somliga egyptologer menar att han var släkt med den tidigare dynastin, den nittonde, som ett möjligt barnbarn till Ramses II.
Han började att gräva en grav, KV11, i Konungarnas dal, men slutade då stenhuggarna av misstag grävde sig in i Amenmesses grav. Setnakhte la då beslag på drottning Tausrets grav (KV14) istället. Eventuellt är det Setnakhtes mumie som hittades 1898 i en båt i förkammaren till KV35.